# 卡西迪山
卡西迪山（英語：Mount Cassidy），是南極洲的山峰，位於維多利亞地，處於普倫蒂斯高原東北部，海拔高度1,917米，在2004年由美國南極名稱諮詢委員命名，現時由南極條約體系管理。